# Karolewo (powiat kętrzyński)
Karolewo (niem. Carlshof) – osada w Polsce, położona w województwie warmińsko-mazurskim, w powiecie kętrzyńskim, w gminie Kętrzyn, na przedmieściu Kętrzyna, przy drodze Kętrzyn-Giżycko.
Wieś powstała pod koniec XIX wieku jako osada robotnicza.
W latach 1975–1998 miejscowość administracyjnie należała do województwa olsztyńskiego.

## Integralne części osady
| SIMC    | Nazwa     | Rodzaj           |
| ------- | --------- | ---------------- |
| 0477618 | Cegielnia | przysiółek osady |

## Zakład Opiekuńczy
W Karolewie w dniu 23 października 1882 odbyła się uroczystość otwarcia Zakładu Opiekuńczego prowadzonego przez Kościół Ewangelicko-Augsburski.
W uroczystości uczestniczył m.in. Marcin Giersz wydawca (w języku polskim): kalendarzy, śpiewników szkolnych i „Gazety Leckiej” w Giżycku. O Karolewie pisze Mieczysław Orłowicz w przewodniku turystycznym wydanym w 1923 w sposób następujący:
W roku 1910 (zakład) miał tysiąc wychowanków, w tym 807 epileptyków, zresztą umysłowo chorych, suchotników oraz dotkniętych alkoholizmem. Zakład wygląda jak osobne miasto i posiada własny kościół.

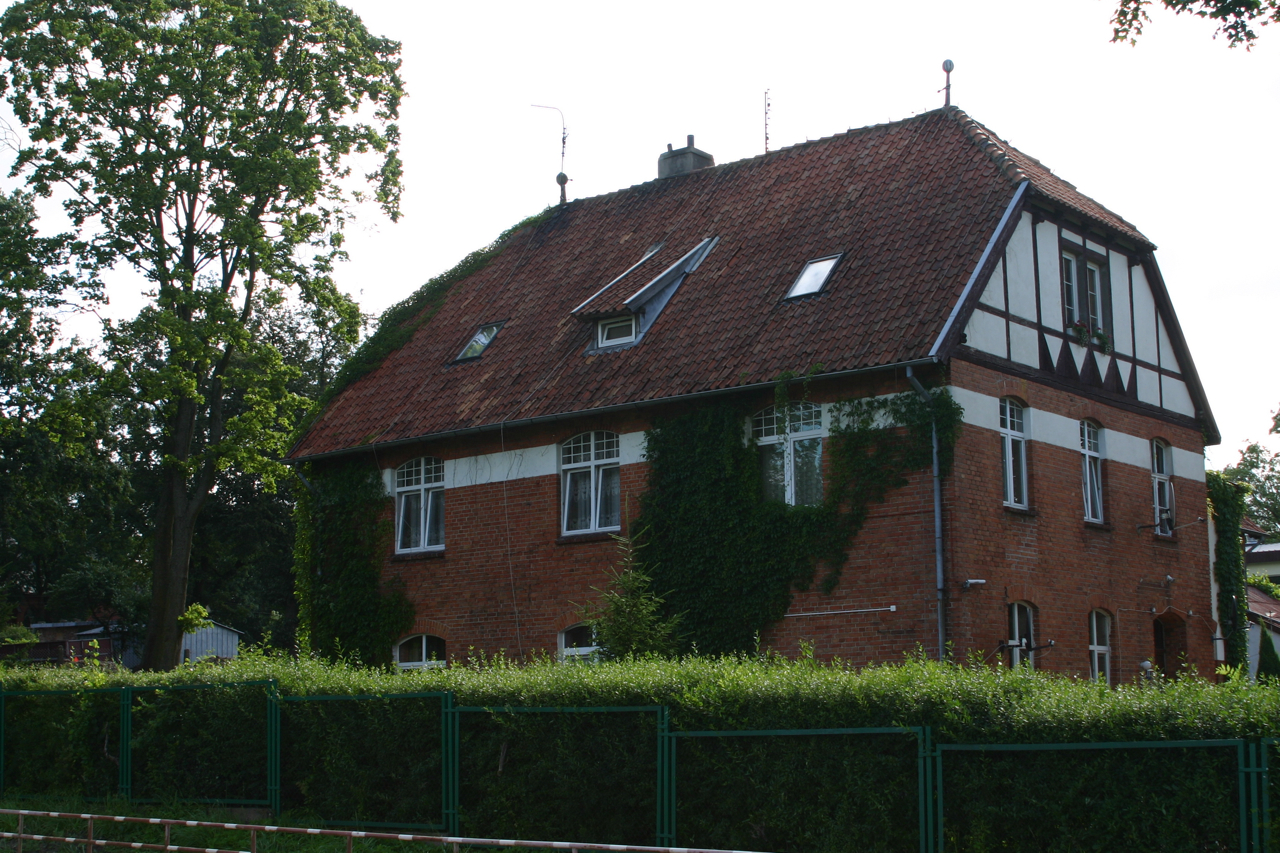
Budynek dawnego zakładu opiekuńczego

Według danych niemieckich w 25-lecie założenia Zakładu w Karolewie było 1500 podopiecznych, w tym 800 osób chorych na epilepsję. Chorymi opiekowało się 150 diakonów i diakonis.
Zakładem w Karolewie kierowali kolejno: pastor August Hermann Dembowski (1882–1912), później jego najmłodszy brat Siegfried Dembowski do 1923 r. oraz syn pierwszego Heinz Dembowski do 1939 r. W czasie II wojny światowej Dembowski po wcieleniu do wojska był administratorem ośrodka wypoczynkowego w Ubliku.
W ramach leczenia stosowano terapię zajęciową, dlatego Zakład posiadał własne gospodarstwo rolne. W roku 1913 było tam 141 ha użytków rolnych, w tym 95 ha gruntów ornych. W gospodarstwie tym było: 18 koni,118 szt bydła, w tym 80 krów, 200 owiec i 300 szt trzody chlewnej. Powierzchnia gospodarstwa później do 375 ha, a łącznie z dzierżawami przekroczyła 500 ha. Prowadzona produkcja rolnicza pozwalała na samozaopatrzenie w żywność i sprzedaż jej nadwyżek.
W latach 1922–1928 w Karolewie funkcjonowało Seminarium Kaznodziejskie, które przeniesiono do Biedaszek Małych.
Zakład opiekuńczy w Karolewie powstał po utworzeniu przez Fundację Sembecka podobnego typu ośrodka w Kętrzynie przy ulicy Asnyka.

## Karolewo w czasie II wojny światowej
W marcu 1939 r. do Zakładu Opiekuńczego wkroczyło Gestapo. W roku 1940 ów zakład został zlikwidowany. Obłożnie chorych uśmiercono za pomocą zastrzyków (eutanazja), a pozostałych wywieziono do Kortowa w Olsztynie. Organy z kościoła trafiły do wojskowego ośrodka wypoczynkowego.
W Karolewie powstały koszary SS. Jednostka ta służyła do ochrony „Wilczego Szańca”. Istniejący tu wcześniej szpital przeznaczony został na potrzeby obsługi medycznej załogi „Wilczego Szańca” (obecnie w dawnym budynku szpitalnym mieszczą się pomieszczenia dydaktyczne szkół ponadpodstawowych). W Karolewie organizowano też kursy pielęgniarek. Po zamachu na Hitlera 20 lipca 1944 r. do szpitala w Karolewie przywożono rannych oficerów, których Hitler odwiedził 21 lipca. 22 lipca zmarł w szpitalu wojskowym generał Günther Korten.
Przed spodziewanymi nalotami na Królewiec na teren koszar SS pod koniec 1943 r. do Karolewa ewakuowano niektóre zbiory. W 1945 r. Karolewo zajęła jednostka Armii Radzieckiej, która stacjonowała tu do wiosny 1946 r. Gdy wojsko radzieckie opuściło Karolewo, w kościele, który SS wykorzystywało na magazyn, znaleziono 33 skrzynie ze zbiorami archeologicznymi z Prussia Museum w Królewcu.

## Kościół w Karolewie

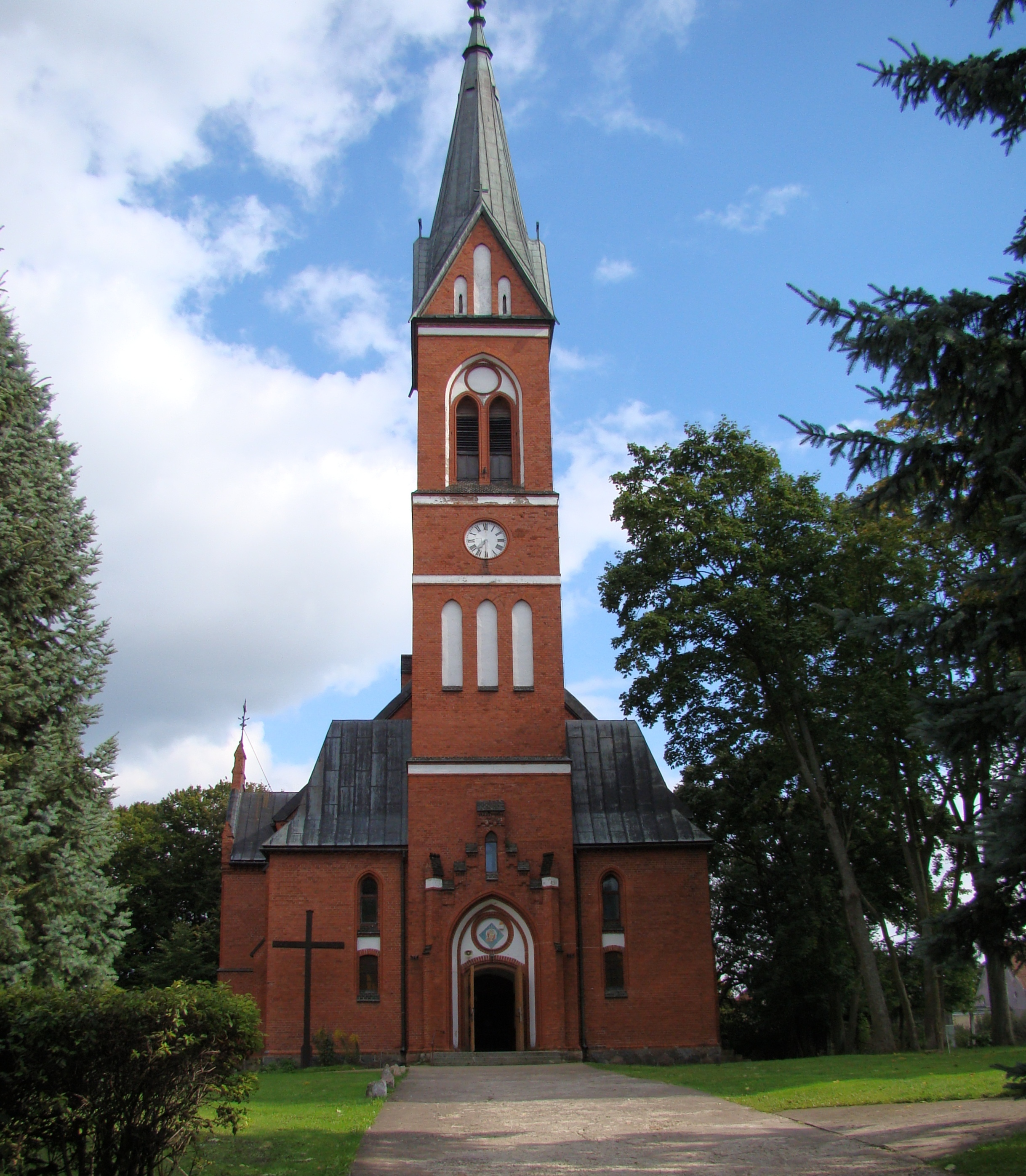
Parafia św. Stanisława Kostki w Karolewie

Projekt kościoła w Karolewie zaprojektował w ostatnich latach XIX w. w stylu neogotyckim Bergmann z ówczesnego Rastenburga. Uroczystości erekcyjne po wykonaniu fundamentów odbyły się 5 lipca 1899 r. Kościół był konsekrowany 5 października 1900 r. Miał wówczas trzy dzwony (największy – śmierci, dziękczynny i pracy). Dzwony te przetopione zostały w czasie I wojny światowej, a nowe z 1932 r. też zostały przetopione w czasie II wojny światowej.
Poświęcenia kościoła dla kultu katolickiego w dniu 13 listopada 1949 r. dokonał proboszcz parafii św. Katarzyny w Kętrzynie ks. Wacław Radziwon. Kościół poświęcony został ku czci św. Stanisława Kostki – patrona młodzieży.
Konsekracji dzwonów w dniu 14 lutego 1965 r. (największy – Maryja, średni – Wojciech i najmniejszy – Stanisław) dokonał ówczesny rektor Warmińskiego Seminarium Duchownego ks. bp Jan Obłąk. W Karolewie od lat 50. trwała walka z władzami państwowymi o utworzenie parafii (zakaz budowy plebanii). Przez kilkanaście lat wikariusz (pełniący faktycznie rolę proboszcza) mieszkał na kościelnej wieży. Przybyły tu w 1975 ks. Tadeusz Brandys wpadł na lepszy pomysł, 5 lipca 1977 przy turystycznej trasie do „Wilczego Szańca” obok kościoła postawił barakowóz z napisem „Duszpasterstwo Parafialne przy kościele św. Stanisława Kostki w Karolewie” zwany powszechnie Wozem Drzymały. Radio Wolna Europa zaczęło nadawać stosowne audycje. Władze państwowe wyraziły zgodę na ustanowienie parafii.
Parafię w Karolewie erygował biskup warmiński Józef Glemp w dniu 19 czerwca 1980 r. W dekrecie biskupim parafia obejmowała następujące miejscowości: Cegielnia, Czerniki, Gierłoż, Jankowo, Karolewo, Karolewo-Folwark (nie istnieje), Kruszewiec, Kwida (obecnie Kwiedzina), Nowa Różanka (obecnie 2008 wieś należy do Parafii św. Brata Alberta w Kętrzynie), Osewo (nie istnieje), Owczarki (obecnie Owczarnia), Parcz, Pożarki, Strzyże, Ury (obecnie Góry) i Wopławki.

## Komunikacja miejska
Na terenie miejscowości jeździ autobus linii numer 1 Przedsiębiorstwa Gospodarki Komunalnej „Komunalnik” w Kętrzynie łączącej Karolewo– Kruszewiec – Dworzec PKP – Pocztowa – Bajany (Rataja).

## Inne
W roku 1948 istniejące budynki wykorzystano na utworzenie Zespołu Szkół Rolniczych. W latach 1955–1961 pracownikiem Z.S.R. w Karolewie był Mikołaj Beynar (ojciec Pawła Jasienicy). M. Beynar dyrygował chórem pracowniczym i prowadził szkolną orkiestrę. 
W ramach Zespołu Szkół w latach 70. funkcjonowała klasa przygotowująca pilotów na potrzeby agrolotnictwa. Jako baza treningowa służyło pobliskie lotnisko. Obecnie zmieniono nieco profil nauczania i szkoły tam istniejące mają nazwę Zespół Szkół Licealnych i Zawodowych w Karolewie. Od 2008 roku ZSLiZ w Karolewie podporządkowany został Ministerstwu Rolnictwa. Obecnie placówka funkcjonuje jako Zespół Szkół Centrum Kształcenia Rolniczego. 
W Karolewie funkcjonowało również Gimnazjum Gminy Kętrzyn. Przy Gimnazjum Gminy Kętrzyn we wrześniu 2008 r. przekazano do użytku nową halę sportową. Na terenie Karolewa przez wiele lat działała już nieistniejąca poczta (kod pocztowy 11-404).
W Karolewie jest przystanek PKS, sklep, park, stadion, orlik, remiza strażacka (OSP Karolewo), funkcjonuje także zespół zapaśniczy „Orzeł” Karolewo.
W roku 2000 w Karolewie mieszkały 592 osoby. Od roku 2016 miejscowość liczy 1020 osób.